# علیرضا بذرافشان
علیرضا بذرافشان (زادهٔ ۱۳۵۵) فیلم‌نامه‌نویس و کارگردان ایرانی است. وی دانش‌آموختهٔ دانشگاه صنعتی امیرکبیر (پلی تکنیک تهران) است و فعالیت سینمایی خود را از سال ۱۳۸۱ با فیلم رقص در غبار به کارگردانی اصغر فرهادی آغاز کرد.

## فیلمنامه‌ها

### سینما
- ۱۳۸۱ - رقص در غبار (با اصغر فرهادی و محمدرضا فاضلی)
- ۱۳۸۵ - گرگ و میش

### تلویزیون
- ۱۳۷۹ - داستان یک شهر ۲
- ۱۳۸۰ - خط قرمز
- ۱۳۸۱ - شب آفتابی
- ۱۳۸۲ -فقط به خاطر تو
- ۱۳۸۲ - نقطه‌چین
- ۱۳۸۳ - تب سرد
- ۱۳۸۵ - زیرزمین
- ۱۳۸۶ - راه بی‌پایان (با مهدی شیرزاد و بازنویسی همایون اسعدیان)
- ۱۳۸۶ - چارخونه (با گروه نویسندگان)
- ۱۳۸۷ - انتقال (تله فیلم)
- ۱۳۸۷ - لرزش زندگی (تله فیلم)
- ۱۳۹۰ - نابرده رنج (با سارا خسروآبادی)
- ۱۳۹۳ - هفت سنگ (با سارا خسروآبادی)
- ۱۳۹۶- گسل (با مهدی شیرزاد)

### شبکه خانگی
- ۱۳۹۱ - قلب یخی ۳ با سارا خسروآبادی.

## کارگردانی

### تلویزیون
- ۱۳۸۵ - تنگنا (تله‌فیلم)
- ۱۳۸۷ - انتقال (تله‌فیلم)
- ۱۳۸۷ - لرزش زندگی (تله‌فیلم)
- ۱۳۹۰ - نابرده رنج
- ۱۳۹۳ - هفت سنگ
- ۱۳۹۶ - گسل
- ۱۳۹۸ - از سرنوشت (فصل دوم)
- ۱۴۰۰ - خودخواسته

## بازیگری

### تلویزیون
- ۱۳۷۹ - داستان یک شهر ۲
- ۱۳۹۰- نابرده رنج
- ۱۳۹۳-هفت سنگ
- ۱۳۹۶ - گسل

## جوایز
- ۱۳۸۲ - هفتمین جشن خانه سینما. تندیس بهترین فیلمنامه برای رقص در غبار
- ۱۳۸۲ - چهل و هشتمین جشنواره فیلم آسیا پاسیفیک؛ بخش مسابقه فیلم‌های بلند. جایزه بهترین فیلمنامه برای رقص در غبار
- ۱۳۸۸ - هشتمین جشنواره بین‌المللی فیلم‌های ورزشی؛ بخش مسابقه فیلم‌های داستانی. دیپلم افتخار بهترین فیلم برای انتقال
- ۱۳۸۸ - اولین جشنواره فیلم‌های تلویزیونی؛ جایزه بهترین فیلم برای تله فیلم لرزش زندگی
- ۱۳۸۸ - اولین جشنواره فیلم‌های تلویزیونی؛ جایزه فیلمنامهٔ برگزیده در بخش نگاه ملی برای تله فیلم لرزش زندگی